# Sesto Sento
Sesto Sento ist eine Psytranceband aus Israel. Sesto Sento besteht aus drei Mitgliedern: Matan Kadosh, Aviram Saharai und Itai Spector. Alle drei kommen aus Afula einer Stadt im Norden Israels. Matan Kadosh ist neben auch als Gataka aktiv, also als Solointerpret. Aviram Saharai und Itai Spector gründeten gemeinsam die Gruppe Ferbi boys, sie produzieren ähnliche Musik wie Sesto Sento, nur dunkler und intensiver bzw. aggressiver. Seit 2013 sind Saharai und Kadosh zudem unter dem Pseudonym Vini Vici aktiv, unter dem beide ihre bisher größten Erfolge feierten.
Sesto Sento haben viele CDs, LPs und EPs bei verschiedenen Labels veröffentlicht, wie zum Beispiel: Com.Pact Records, TIP World, Phonokol, Shiva Space Technology, Zillion Mental anarchy, Maia Records, Agitato Records, MDMA Records, USTA Records, Midijum Records, Ajuca Records, Alchemy Records, Neurobiotic Records, Baloonia Records, Hadshot Haheizar, 3D Vision records.

## Diskografie

### Alben
| Jahr | Albumtitel                | Plattenlabel           |
| ---- | ------------------------- | ---------------------- |
| 2002 | The Inner Light           | Com.Pact Records       |
| 2003 | The Year '83 / After Dark | Shiva Space Technology |
| 2003 | The Bright Side           | Com.Pact Records       |
| 2005 | Remixer                   | Com.Pact Records       |
| 2006 | Come Together             | Com.Pact Records       |
| 2008 | Key To The Universe       | Com.Pact Records       |
| 2012 | P.L.U.R                   | Planet BEN Records     |

### Kompilation
| Jahr | Albumtitel                         | Plattenlabel     |
| ---- | ---------------------------------- | ---------------- |
| 2002 | B.P.M - Bionic Pulse Method        | Agitato Records  |
| 2003 | B.P.M - Bionic Pulse Method Vol. 2 | Agitato Records  |
| 2004 | Afula On                           | Com.Pact Records |
| 2008 | Afula On Vol. 2                    | Com.Pact Records |